# John A. Roche
Pour les articles homonymes, voir John Roche et Roche (homonymie).
John A. Roche (né le 12 août 1844 à Utica dans l'État de New York - mort le 10 février 1904 à Chicago dans l'Illinois) est un homme politique américain, membre du Parti républicain. Il fut maire de Chicago de 1887 à 1889.

## Biographie
John A. Roche est né à Utica, dans l'État de New York. Il a été apprenti dans l'entreprise de son frère pendant trois ans. Il est resté longtemps en affaires et n'a fait que des études secondaires.
En 1867, il s'installe à Chicago pour faire des affaires. Il y rencontre son épouse Emma H.Howard avec laquelle il se marie en 1871.

## Carrière politique
John A. Roche a représenté le comté de Cook à la Chambre des représentants de l'Illinois pendant un mandat en 1876.
En 1887, il était le candidat républicain à l'hôtel de ville de Chicago. Il a gagné contre le candidat démocrate Robert L. Nelson dans une course dans laquelle il y avait peu de candidats issus du Parti démocrate. Les gens, aussi bien les habitants de Chicago que les personnalités politiques, l'admiraient pour sa nature affirmée et directe, sa vivacité d'esprit et son sens des affaires.
Roche est élu maire de Chicago le 18 avril 1887. Il était un fervent partisan de l'éducation et le mentionne dans son discours inaugural à l'hôtel de ville de Chicago.
En tant que maire, Roche était reconnu pour avoir modernisé et restructuré le service municipal lié au drainage et à l'approvisionnement en eau et pour avoir réprimé les jeux de hasard dans les saloons de la ville ainsi que pour avoir ordonné la fermeture de ceux qui étaient peu recommandables.
En 1889, il perd sa candidature à la réélection, étant battu par le candidat du Parti démocrate DeWitt Clinton Cregier (à 57 340 voix contre 45 328). Son mandat de maire prend fin le 15 avril 1889.